# Zgornji Jakobski Dol
Zgornji Jakobski Dol este o localitate din comuna Pesnica, Slovenia, cu o populație de 303 locuitori.